# أندريا كيرتسوفا
أندريا كيرتسوفا مواليد 4 نوفمبر 1988، هي لاعبة كرة يد سلوفاكية تلعب كظهير أيسر. مثلت منتخب سلوفاكيا لكرة اليد للسيدات.

## سجل المنافسة
شاركت في البطولات التالية:
- بطولة أوروبا لكرة اليد للسيدات 2014